# NGC 5352
NGC 5352 (również PGC 49370 lub UGC 8812) – galaktyka eliptyczna (E-S0), znajdująca się w gwiazdozbiorze Psów Gończych. Odkrył ją William Herschel 1 maja 1785 roku. Jest zaliczana do radiogalaktyk.